# Schijen (Schwyzer Alpen)
Schijen är en bergstopp i Schweiz.   Den ligger i Schwyzer Alpen i den östra delen av landet, 110 km öster om huvudstaden Bern. 
Kantonerna Glarus, Schwyz och Uri möts på Schijen. 
Toppen på Schijen är 2 610 meter över havet, eller 101 meter över den omgivande terrängen. Bredden vid basen är 0,68 km.
Terrängen runt Schijen är huvudsakligen bergig, men åt nordväst är den kuperad. Närmaste större samhälle är Muotathal, 14,4 km väster om Schijen. 
Trakten runt Schijen består i huvudsak av gräsmarker. Runt Schijen är det glesbefolkat, med 8 invånare per kvadratkilometer.